# Les Amertumes

Les Amertumes est une pièce de théâtre de l'auteur dramatique français Bernard-Marie Koltès écrite en 1970 d'après Enfance de Gorki. C'est le premier écrit qu'il ait mis en scène et interprété. Il a été créé par les comédiens du Théâtre du Quai en 1970 à Strasbourg et publié en 1998 par les Éditions de minuit.

## Personnages
- Le Boucheur de tombes
- Le Cadavre
- Varvara
- La Vieille
- Le Voyeur
- Le Vieux
- Mikaïl
- Piotr
- Tziganok
- Maxime
- La Femme
- La Femme verte
- Le Fiancé
- Igocha[3]

## Mises en scène
2009 : lecture de Claudia Calvier-Primus et Marie Llano, Conservatoire à Rayonnement Régional Gabriel Pierné de Metz-Métropole